# Matej Delač
Matej Delač (Gornji Vakuf - Uskoplje, Bosnia y Herzegovina, 20 de agosto de 1992) es un futbolista bosnio, nacionalizado croata. Juega de portero en el AC Horsens de Dinamarca.

## Trayectoria
Siendo un producto de la cantera del Inter Zaprešić, Delač comenzó a impresionar desde muy temprana edad, atrayendo la atención de varios clubes importantes alrededor de Europa, particularmente el SL Benfica de Portugal, con el cual estuvo a prueba a mediados de 2008, estando cerca de unirse al equipo luso, aunque los dos clubes no pudieron acordar los términos del traspaso, por lo que Delač regresó a Zaprešić.
Delač hizo su debut profesional con el Zaprešić el 22 de febrero de 2009 ante el NK Zagreb cuando contaba con tan solo 16 años y 186 días de edad, convirtiéndose en el jugador más joven en debutar en la liga croata. Delač disputó aquel encuentro como titular, logrando detener un penal al minuto 85, contribuyendo en gran parte a que su equipo lograra llevarse la victoria por 1-0, siendo elegido como el Jugador del Partido. Delač continuó con buenas actuaciones y terminó la temporada 2008-09 con 15 partidos disputados, siendo ya titular indiscutible en el equipo.
El 11 de septiembre de 2009, dos días después de que la Selección de Croacia fuera derrotada 5-1 en Wembley por Inglaterra, la prensa croata informó que Delač se había quedado en Londres para un examen médico y para firmar un precontrato con el Chelsea FC. Cinco días después, el Zaprešić anunció en una conferencia de prensa que Delač había firmado un contrato de 5 años con el Chelsea, el cual entró en vigor hasta septiembre de 2010, aunque debido al escandaloso fichaje de Gaël Kakuta a mediados de 2007, la FIFA le prohibió al Chelsea contratar jugadores durante 2 años, por lo que Delač se iba a unir inicialmente al equipo londinense hasta el 2011. Delač siguió disputando partidos con el Zaprešić durante la temporada 2009-10 mientras que el Chelsea le pagaba su salario, estando fuera de actividad durante mes y medio debido a que contrajo mononucleosis. Delač pasó un tiempo entrenando con el Chelsea en diciembre de 2009 y finalizó la temporada 2009-10 con 23 partidos disputados con el Zaprešić.
El 1 de septiembre de 2010, Delać llegó a Londres para unirse al Chelsea, aunque inmediatamente después fue cedido al SBV Vitesse de los Países Bajos hasta el final de la temporada 2010-11. Sin embargo, Delać se desempeñó durante toda la temporada como guardamenta suplente de Eloy Room y regresó al Chelsea sin haber disputado ningún minuto con el Vitesse. No obstante, el 13 de septiembre de 2011, Delač fue nuevamente cedido, ahora al České Budějovice de la República Checa hasta el final de la temporada 2011-12.

## Selección nacional
Delač ha sido internacional con la selección de Croacia Sub-15, sub-16, sub-17, sub-19, sub-20 y sub-21. Con la sub-19, Delač disputó el Campeonato Europeo Sub-19 de 2010, logrando llegar hasta las semifinales, en donde Croacia sería eliminada por Francia. El haber alcanzado las semifinales hizo que Croacia calificara automáticamente a la Copa Mundial de Fútbol Sub-20 de 2011 en Colombia, en donde a diferencia del campeonato europeo, Croacia no pudo superar la primera fase, al haber sufrido tres derrotas a manos de Arabia Saudita, Nigeria y Guatemala.
El 30 de agosto de 2009, cuando contaba con tan solo 17 años de edad, Delač fue convocado por Slaven Bilić a la Selección de Croacia para desempeñarse como el tercer guardameta del equipo, solo por detrás de Vedran Runje y Danijel Subašić. Delač fue llamado a los partidos clasificatorios a la Copa Mundial de Fútbol de 2010 frente a Bielorrusia e Inglaterra, siendo el jugador más joven en ser llamado al seleccionado croata.

## Clubes
| Club                    | País               | Año           |
| ----------------------- | ------------------ | ------------- |
| Inter Zaprešić          | Croacia            | 1998 - 2010   |
| Chelsea FC              | Inglaterra         | 2010          |
| SBV Vitesse             | Países Bajos       | 2010 - 2011   |
| České Budějovice        | República Checa    | 2011          |
| Vitória de Guimarães    | Portugal           | 2012          |
| NK Inter Zaprešić       | Croacia            | 2013          |
| FK Vojvodina            | Serbia             | 2013          |
| FK Sarajevo             | Bosnia-Herzegovina | 2014          |
| AC Arles-Avignon        | Francia            | 2014          |
| FK Sarajevo             | Bosnia-Herzegovina | 2015-2016     |
| Royal Mouscron-Péruwelz | Bélgica            | 2016-2018     |
| AC Horsens              | Dinamarca          | 2018-presente |